# Margny-lès-Compiègne
Margny-lès-Compiègne – miejscowość i gmina we Francji, w regionie Hauts-de-France, w departamencie Oise.
Według danych na rok 1990 gminę zamieszkiwało 5625 osób, a gęstość zaludnienia wynosiła 846 osób/km² (wśród 2293 gmin Pikardii Margny-lès-Compiègne plasuje się na 36. miejscu pod względem liczby ludności, natomiast pod względem powierzchni na miejscu 719.).